# Pirimicarbe
Le pirimicarbe est une substance active de produit phytosanitaire de la famille chimique des carbamates, qui présente un effet insecticide.